# ویکی ال. هانسون
ویکی ال. هانسون (انگلیسی: Vicki L. Hanson؛ زادهٔ ۱۹۵۱) یک دانشمند در زمینه علوم رایانه اهل ایالات متحده آمریکا است. او به دلیل تحقیقاتش در مورد تعامل انسان و رایانه و قابلیت دسترس‌پذیری و رهبری‌اش در گسترش مشارکت در محاسبات مورد توجه قرار گرفته است. او در سال ۲۰۱۸ به عنوان مدیر اجرایی انجمن ماشین‌های محاسباتی (ACM) منصوب شد. وی از سال ۲۰۱۶ تا ۲۰۱۸ به عنوان رئیس آن خدمت کرده‌است.
هانسون در سال ۲۰۲۰ به دلیل مشارکت در طراحی سیستم‌های قابل دسترس و رهبری در جامعه مهندسی کامپیوتر و علم کامپیوتر به عضویت آکادمی ملی مهندسی انتخاب شد.